# セイヨウオオマルハナバチ

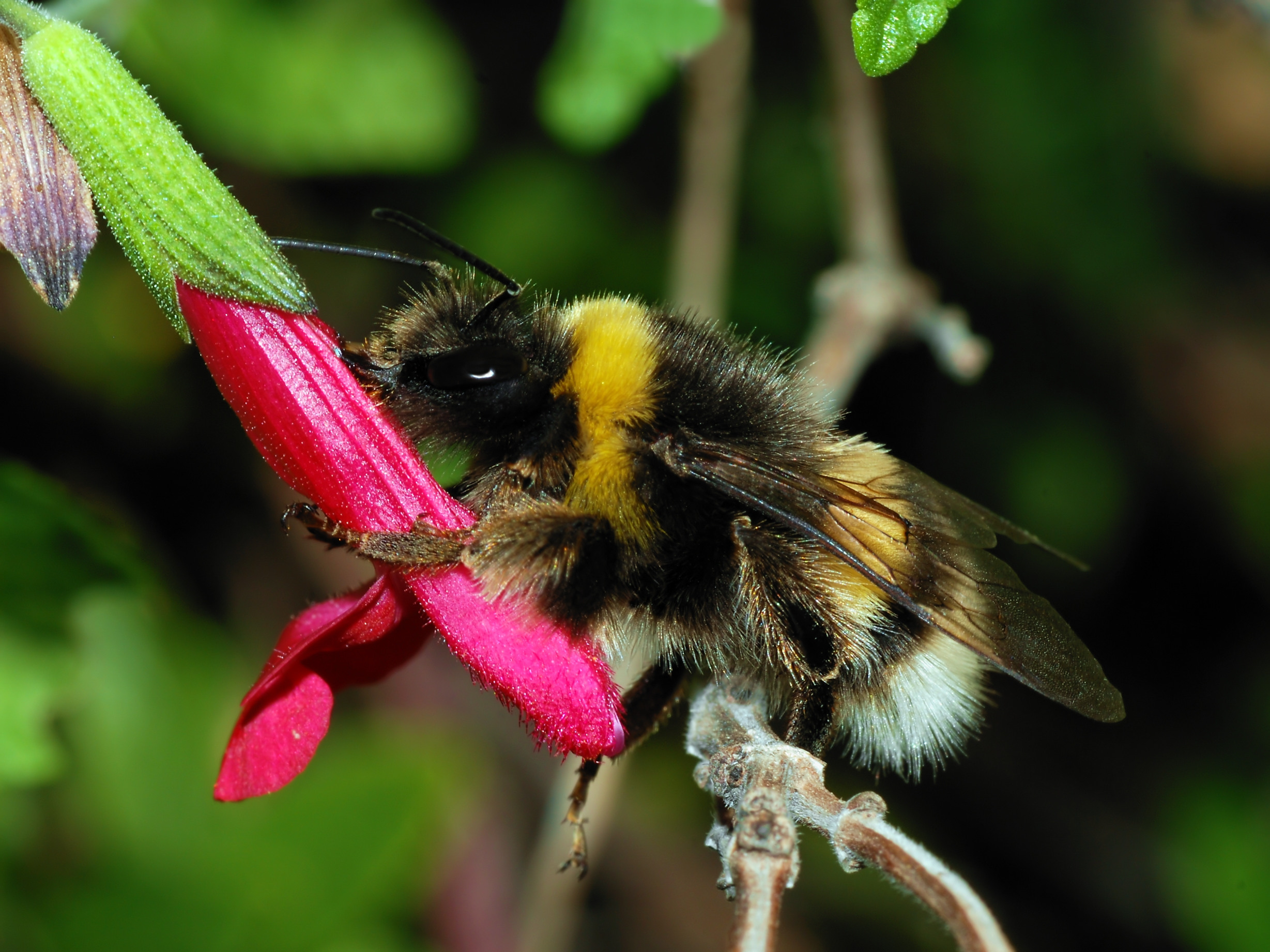
盗蜜するセイヨウオオマルハナバチ

セイヨウオオマルハナバチ（西洋大丸花蜂、Bombus terrestris）は、昆虫綱・ハチ目（膜翅目）・ミツバチ科に分類されるマルハナバチの一種。ヨーロッパ原産で、日本には外来種として野外に定着している。

## 分布
ヨーロッパ原産。
日本やオーストラリアなどに移入分布している。

## 形態

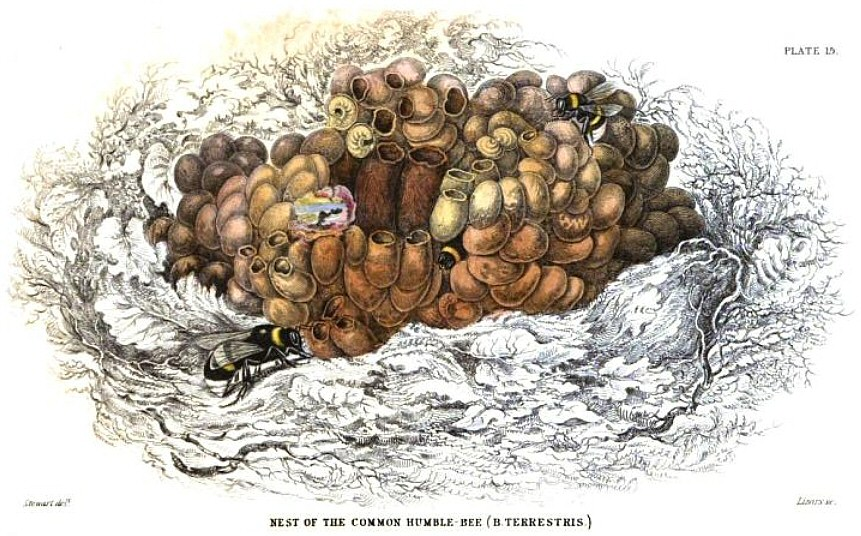
セイヨウオオマルハナバチの巣内の成虫と幼虫の図

体長は女王バチで18-22mm、働きバチで10-18mm。マルハナバチ共通の特徴である丸っこく、毛むくじゃらな体は本種も同じである。胸部と腹部は黄色と黒色の縞模様で、腹部第5節から先端までが白く、日本ではこの「真っ白なお尻」が他のマルハナバチ類と本種とを区別するための大きな特徴となる。北海道東部に生息する在来種のノサップマルハナバチの働きバチに姿がよく似る。女王バチ・働きバチ・雄バチいずれも斑紋に違いはない。

## 生態
市街地など庭先でも普通にみられる。
エゾムラサキツツジ、ムラサキツメクサ、エゾエンゴサク、アブラナ、ムラサキツメクサ、ラベンダー、コスモスなど花を訪れ、花粉や蜜を集める。本種は舌が短く、花弁の脇に穴を開けて蜜を集める（盗蜜）。そのため、おしべに触れる事はなく、植物の受粉に貢献することはない。
女王が単独で越冬し、4月頃に目覚め、5-6月に土中に営巣する。マルハナバチ類はネズミの古巣を利用して地下に営巣するが、適当な巣が限られるため、他のマルハナバチの巣を乗っ取ることがあり、とくに本種はそうした巣の略奪をよく行う。イギリスでは、1 つのコロニーから20 個体もの女王バチの死骸が発見されており、同種間で激しい巣の奪い合いが発生しているものと考えられる。必ずしもネズミの古巣だけを利用するわけではなく、捨てられたカーペットや椅子、芝刈り機といった人工物や人家の床下の断熱材の中に営巣している事例も報告されている。1つの巣あたりで産出されるハチの数は、働きバチと雄バチで800-1,000匹、新女王バチは60-180匹にもなる。ニュージーランドでは900匹の新女王バチと3,000匹の成虫ハチを産出した巣が発見されたこともある。この営巣規模は、他のマルハナバチ類と比較しても圧倒的に巨大で、北海道の調査では本種の1巣あたりの新女王バチの産出数は在来種のハチと比べて約4倍との記録がある。
32度以上の環境下に長時間さらされると、花粉で作られた巣が溶け出してしまい、幼虫が死亡する。
スズメバチのような攻撃性の強いハチではなく、日常生活で刺される事態はまずない。しかし、本種はマルハナバチ類の中では巣の防衛能力が強い種なので、巣を駆除しようする際は細心の注意が必要である。

## 外来種問題

### 導入
セイヨウオオマルハナバチは1980年代にオランダとベルギーで周年飼育法が確立され、農作物の花粉媒介昆虫として世界中で利用されている。
日本では1991年に静岡県農業試験場で初めて導入された。温室トマトの受粉に用いるため原産国であるオランダやベルギーから人工増殖コロニーが1992年頃から本格的に大量に輸入され始めた。セイヨウオオマルハナバチの導入によって、労力のかかる植物ホルモン剤処理を行わずに簡単にトマトの結実が可能となり、トマト生産の効率化に大きく貢献した。また、それまで授粉昆虫として利用されてきたミツバチとは異なり、本種は花蜜を分泌しない花でも効率的に訪花する。その結果、全国で利用されるようになり、2004 年には年間を通して約70,000 コロニーが流通するようになった。
セイヨウオオマルハナバチを導入した温室では、換気のために地上近くが開放されており、本種が自由に出入りできる状況にあった。マルハナバチはある程度コロニーが成長すると、新女王バチと雄バチが巣から離れて新たなコロニーを形成するため、容易に野外へ分散してしまう。実際にトマトの栽培地からかなり距離の離れた山地でも本種が目撃されている。最初の野外への定着記録は、1996年の北海道門別町の民家の床下で巣が確認されたことである。現在は日本では北海道に定着しており、2007年までに27都道府県で目撃されている。大雪山などの原生的な環境でも発見されている。

### 影響
本種の特徴的な習性である花筒が長い花に穴を開ける盗蜜行動は、花の雌雄生殖器官に触れることなく蜜を採取する（つまり花粉がハチの体につくことがない）ため、本来はハチなど昆虫類に送受粉を依存する野生植物の繁殖が阻害される悪影響が懸念される。盗蜜行動が植物の種子生産量を低下させることは、エゾエンゴサクなどで実証されている。また、野生の植物だけでなく、観賞用に栽培されるリンドウでも、盗蜜によって花が傷つき商品価値が低下する農業被害が報告されている。オーストラリアのタスマニア島では年間30kmという驚異的な速さで分布域を拡大させ、21科66種の在来植物から採餌している。
植物への影響のほかにセイヨウオオマルハナバチによって在来のマルハナバチ類自体が駆逐される危険性もある。飼育下では、在来マルハナバチの巣の近くに本種の女王を送り込むと必ずその巣に侵入して、ときには在来マルハナバチの女王を刺し殺して巣を乗っ取ることが報告されている。根室半島のなかでも本種が多い地域ではノサップマルハナバチやエゾオオマルハナバチの減少を示す研究もある。原産地のヨーロッパでも本種が他のハチ類を競争排除して分布を拡大させていることが示唆されている。
オオマルハナバチやクロマルハナバチ、エゾオオマルハナバチとの間に雑種が生じることによる遺伝子汚染の問題も指摘されている。1996 年にカナダで開催された国際昆虫学会において、セイヨウオオマルハナバチと在来種のエゾオオマルハナバチとの間で雑種が産出されるとの発表が最初の報告であるが、その後の追試験では雑種は産出されていない。しかし、交尾を行うことは確認されており、異種間交配により在来種はメスを産むことができなくなるため、本種は事実上は在来種の不妊化を招くことになる。
さらには、輸入されたセイヨウオオマルハナバチからマルハナバチ類だけに体内寄生するマルハナバチポリプダニが発見されており、在来のマルハナバチ類に病害をもたらす可能性がある。ダニ以外にも微胞子虫やセンチュウなどの寄生動物が本種とともに侵入することも考えられる。

### 対策
日本では導入初期の時点で、本種が野生化すると生態系へ悪影響を与える可能性が指摘されていたが、自然環境の保全よりも経済性が優先された。1993年には日本生態学会・日本応用動物昆虫学会・日本昆虫学会の研究者が中心となり、セイヨウオオマルハナバチの導入に反対する文書が配布されたが、在来種のマルハナバチの代替研究が展開され始めたのは1997年になってからであり、その間に本種は分布を大きく広げてしまった。その後も、日本生態学会は日本の侵略的外来種ワースト100に本種を選定するなど、外来種としての危険性を訴える活動を続けた。2006年になって外来生物法により特定外来生物に指定されたことで、飼育・保管・運搬等が規制され、飼養者に対しては野外逸出防止の適正な施設を整備し、管理を行なうことが義務づけられた。しかし、特定外来生物の指定の是非に関しては、農業関係者や農林水産省が指定に反対の声を上げ、大きな議論が巻き起こった。
カナダやアメリカでは本種の輸入が禁止されており、代わりとして在来種が販売され普及している。日本でも輸入元の商社や生産会社の中には在来のマルハナバチへの販売切り替えを進める企業が現れ、2000年代になってからは根本的にセイヨウオオマルハナバチを利用しないという流れが確立しつつある。しかし、セイヨウオオマルハナバチの代用として園芸送粉に利用されているクロマルハナバチなどもまた国内外来種となりうるため、野外へ逃げ出さないようにする取り組みが求められる。マルハナバチ類の野外への逃亡を防止するにはネットを張るなどの対策があるが、3mm 以上の間隙さえあれば簡単に通り抜けてしまうため、厳重なネット防護と細かな施設点検が必要になる。
野外へ定着したセイヨウオオマルハナバチを駆除する活動も盛んに行われており、市民のボランティアが参加して展開する規模の大きな駆除活動になっている。北海道では「セイヨウオオマルハナバチバスターズ」を募集して市民参加型の防除活動を実施しており、平成21年度には50,419匹を捕獲した。